# Lotus E21
A Lotus E21 egy Formula–1-es versenyautó, amit a Lotus F1 Team tervezett a 2013-as idényre. A csapat két pilótája Kimi Räikkönen ésRomain Grosjean maradtak. A Lotus volt az első, amelyik bemutatta új autóját, mely az utolsó volt az új turbókorszak előtt.

## Tervezés
A csapat 2012-ben sokat küszködött egyedi, passzív légellenálláscsökkentő rendszerük (DRS) kifejlesztésével, amit az E20-as modellen próbálgattak, de egyetlen futamon sem vetették be. A E21-esbe viszont már bekerült az új rendszer. A 2012-es autók sok kritikát kaptak amiatt, hogy az alacsonyan elhelyezkedő orrok csúnyán lettek kivitelezve, ezért ebben az évben engedélyezték, hogy a lépcsőzetes leereszkedést egy takaróelemmel tüntessék el, esztétikai céllal. A Lotus azonban nem élt a lehetőséggel, és megtartotta az előző évi "kacsacsőrt", mondván hogy a változtatás nem jár aerodinamikai szempontból előnyökkel, ellenben plusz tömeget jelentene.
A lengőkarok alacsonyabbra kerültek: míg a külső felüknél sokkal vastagabbak, addig a karosszéria közelében elkeskenyednek. A diffúzor- és a kipufogórendszer az előző évben a Red Bull Racing által használtnak a továbbfejlesztett változata. A kipufogó nyílása magasan került elhelyezésre, majd egy lejtős szakasz vezetett le a diffúzor irányába, valamint egy alagutat és egy mély csatornát hoztak benne létre. Az oldaldoboz végén egy nagy nyílás segítette az alagút áramlását. Az autó karosszériája kismértékben homorú, míg az első felfüggesztésnél maradt a jól bevált nyomórudas, kötéses megoldás. Hátul pedig a titán sebességváltóházra szerelt vonórudas megoldás maradt meg.

## A szezon
Ebben az évben is versenyképes volt a Lotus, Raikkönen rögtön meg is nyerte az első futamot, majd ezt követően folyamatosan pontszerző volt, és öt második helyet, valamint egy harmadik helyet is begyűjtött. Grosjean ötször lett harmadik, egyszer pedig második. Meglepő módon a túl jó eredmények voltak azok, amelyek gondot okoztak: Raikkönen teljesítményalapú javadalmazást kötött ki a szerződésében, a Lotus azonban egyáltalán nem számított arra, hogy ennyire jól fog versenyezni, ezért csődközeli állapotot eredményezett volna, ha teljesítették volna a vállalást. Raikkönen és a csapat közt emiatt és más dolgok miatt is elmérgesedett a viszony, utoljára az abu-dzabi nagydíjon ült autóba náluk, aminek már az első kanyarjában kiesett, és ezt követően nem is tért vissza hozzájuk. Hivatalosan arra hivatkozott, hogy hátfájdalmai miatt meg kell műteni őt, és ezért nem tud részt venni a szezon utolsó két futamán. A helyére Heikki Kovalainent ültette be a csapat, aki sajnos semmilyen szempontból nem tudta őt pótolni.
A szezont 315 ponttal a negyedik helyen zárta a csapat.

## Eredmények
(Táblázat értelmezése)

(Félkövér: pole-pozícióból indult; dőlt: leggyorsabb kört futott) 

| Év        | Csapat        | Motor             | Gumik | Pilóták           | Nagydíjak | Nagydíjak | Nagydíjak | Nagydíjak | Nagydíjak | Nagydíjak | Nagydíjak | Nagydíjak | Nagydíjak | Nagydíjak | Nagydíjak | Nagydíjak | Nagydíjak | Nagydíjak | Nagydíjak | Nagydíjak | Nagydíjak | Nagydíjak | Nagydíjak | Pontok | Helyezés |
| Év        | Csapat        | Motor             | Gumik | Pilóták           | AUS       | MAL       | CHN       | BHR       | ESP       | MON       | CAN       | GBR       | GER       | HUN       | BEL       | ITA       | SIN       | KOR       | JPN       | IND       | ABU       | USA       | BRA       | Pontok | Helyezés |
| --------- | ------------- | ----------------- | ----- | ----------------- | --------- | --------- | --------- | --------- | --------- | --------- | --------- | --------- | --------- | --------- | --------- | --------- | --------- | --------- | --------- | --------- | --------- | --------- | --------- | ------ | -------- |
| 2013      | Lotus F1 Team | Renault RS27-2013 | P     | Kimi Räikkönen    | 1         | 7         | 2         | 2         | 2         | 10        | 9         | 5         | 2         | 2         | KI        | 11        | 3         | 2         | 5         | 7         | KI        |           |           | 315    | 4.       |
| 2013      | Lotus F1 Team | Renault RS27-2013 | P     | Heikki Kovalainen |           |           |           |           |           |           |           |           |           |           |           |           |           |           |           |           |           | 14        | 14        | 315    | 4.       |
| 2013      | Lotus F1 Team | Renault RS27-2013 | P     | Romain Grosjean   | 10        | 6         | 9         | 3         | KI        | KI        | 13        | 19†       | 3         | 6         | 8         | 8         | KI        | 3         | 3         | 3         | 4         | 2         | KI        | 315    | 4.       |
| Források: |               |                   |       |                   |           |           |           |           |           |           |           |           |           |           |           |           |           |           |           |           |           |           |           |        |          |

† - nem ért célba, de rangsorolták, mert teljesítette a versenytáv 90%-át

## Külső hivatkozások
- A Lotus F1 Team hivatalos honlapja